# 곽규미
곽규미(1992년 3월 6일 ~ )는 한국의 여자 성우다. 2014년 대원방송 성우극회 공채 5기로 입사하였다.

## 출연 작품

### 외화
- 문나이트 - 라일라 엘 파울리(메이 칼라마위)
- 샹치와 텐 링즈의 전설 - 수(스테파니 수)
- 우러러보니 존귀한 (채널J) - 미와
- 호두까기 인형과 4개의 왕국

### 애니메이션
- 나의 히어로 아카데미아 - 어린 바쿠고 카츠키, 지로 쿄카
- 내 이야기!! - 어린 고우다 타케오, 코지마, 미사키
- 내 친구 호비 - 포포
- 달의 요정 세일러 문 SuperS - 슈슈, 세라의 엄마
- 달의 요정 세일러 문 세일러 스타즈 - 디디/세일러 스타 힐러, 케일리, 세라의 엄마
- 듀비카
- 드래곤볼 Z 카이 3기 THE FINAL CHAPTERS
- 소년탐정 김전일 R 2기

〈김전일, 목숨을 걸다〉 - 후지이 후미카
〈혈류실 살인사건〉 - 코스미 유카리
〈장미 십자관 살인사건〉 - 미사키 렌카
〈오전 4시 40분의 총성〉 - 마루야 루나
〈설인귀 전설 살인사건〉 - 카게히라 아야메
〈여우불 띄우기 살인사건〉 - 츠키에 마리카
- 소년탐정 김전일 R 2기 스페셜 아케치 형사의 사건 파일 - 할머니
- 신 도라에몽
- 심쿵! 프리큐어 - 라켈
- 여고생 수다클럽 - 윤다희, 윤아름, 하수진
- 역전재판 - 어린 나루호도 류이치
- 오소마츠 6쌍둥이 - 치비타치비미
- 원피스 Original 12기 PART1 샤본디 제도 편 - 샤를리아 궁
- 원피스 Original 12기 PART2 여인섬 편 - 데이지
- 원피스 Original 13기 임펠다운 편 - 이나즈마(여), 어린 롤로노아 조로, 루이지아
- 원피스 Original 14기 마린포드 편 PART1 - 센토마루, 컬리 다단
- 원피스 Original 15기 마린포드 편 PART2 - 컬리 다단
- 원피스 Original New 홀케이크 아일랜드 편 Part2 - 벨로 베티
- 유희왕 ARC-V 2기 - 지후, 올가
- 페어리 테일 8기 성령의 반란 편
- 페어리 테일 9기 타르타로스 편 - 쿄우카
- 포켓몬스터 썬&문
- 플랜더스의 개 - 네로
- 해피하모니 다마고치! - 아네모리리치, 히어로치
- 호기심대장 쥬 - 엘리엄마, 마크
- 닌타마 란타로 24기 (KBS 키즈) - 쇼자에몬

### 극장용 애니메이션
- 극장판 THE 도라에몽즈 이상한 과자 왕국 - 도라니코프
- 극장판 THE 도라에몽즈 아슬아슬 기관차 대폭주! - 도라니코프
- 극장판 THE 도라에몽즈 위기일발, 스페이스랜드! - 도라니코프
- 극장판 도라에몽: 진구와 초록거인전 - 모야
- 극장판 도라에몽: 진구의 우주영웅기~스페이스 히어로즈~ - 코로
- 극장판 도라에몽: 신 진구의 우주개척사 - 로프
- 극장판 달의 요정 세일러 문 S - 프린세스 셀레네
- 극장판 달의 요정 세일러 문 SuperS - 본본 베이비즈
- 극장판 유희왕 더 다크 사이드 오브 디멘션즈(2016) - 모크바
- 극장판 프리큐어 올스타즈 NEW STAGE 미래의 친구 - 유미의 엄마
- 극장판 프리큐어 올스타즈 NEW STAGE 2 마음의 친구 - 라켈
- 짱구는 못말려 극장판: 나의 이사 이야기 선인장 대습격(2016) - 나미리
- 극장판 도라에몽: 신 진구의 버스 오브 재팬(2016) - 쿠쿠루
- 내 이름은 꾸제트(2017) - 알리스 / 원장
- 원피스 스탬피드(2019) - 센토마루
- 라야와 마지막 드래곤(2021) - 나마리
- 달려라 하니: 나쁜 계집애 - 미나

### 특촬물
- 가면라이더 위저드 - 유준우/메이지
- 가면라이더 드라이브 - 강소란
- 파워레인저 트레인포스 - 노아 부인, 어린 꾹이
- 파워레인저 닌자포스 - 육보름의 구위호

### 게임
- 쿠키런: 킹덤 - 비트맛 쿠키
- 원신 - 행추
- 원신 - 응광